# Debbie Dingell

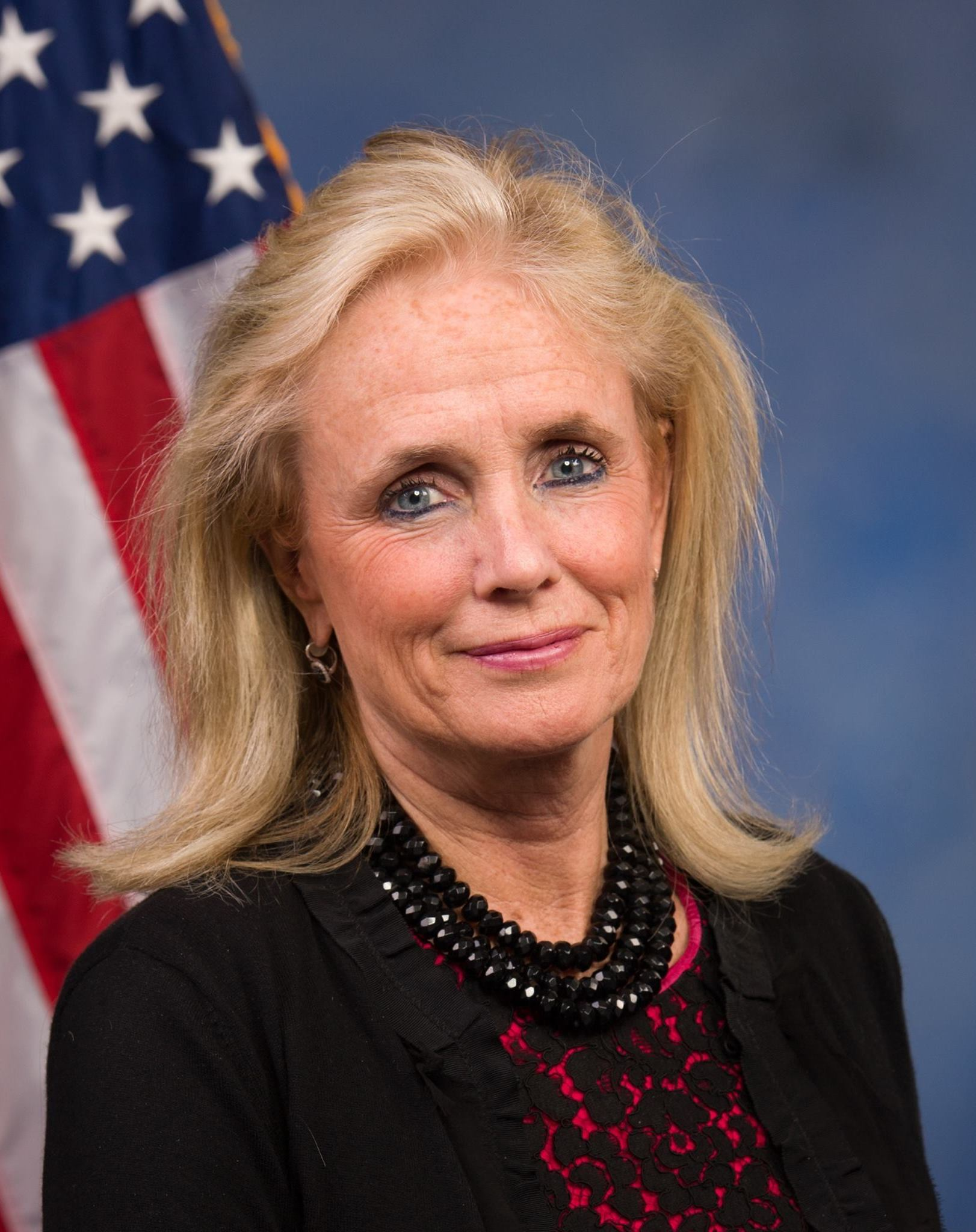
Debbie Dingell (2015)

Deborah Ann „Debbie“ Dingell (* 23. November 1953 in Detroit, Michigan) ist eine US-amerikanische Politikerin der Demokratischen Partei. Von Januar 2015 bis Januar 2023 vertrat sie den zwölften Distrikt des Bundesstaats Michigan im US-Repräsentantenhaus und seit Januar 2023 vertritt sie den sechsten Kongresswahlbezirk.

## Werdegang
Deborah Insley, so ihr Geburtsname, besuchte die Schule Convent of the Sacred Heart in Grosse Pointe und studierte danach bis 1975 an der Georgetown University in Washington, D.C. Dort erlangte sie einen Bachelor of Science in Foreign Service und den Master of Science. Anschließend arbeitete sie in der privaten Wirtschaft. Sie war unter anderem Präsidentin der General Motors Foundation und Direktorin für öffentliche Beziehungen (Global Community Relations and Government Relations) im GM-Konzern. Von 2006 bis 2014 saß sie im Aufsichtsrat der Wayne State University in Detroit.
Ab 1981 bis zu seinem Tod im Jahr 2019 war sie mit John Dingell verheiratet, der zwischen 1955 und 2015 den Staat Michigan im US-Repräsentantenhaus vertrat. Sie lebt privat in Ann Arbor.

## Politik
Sie ist Mitglied der Demokratischen Partei. Bei den Kongresswahlen des Jahres 2014 wurde Dingell im zwölften Wahlbezirk von Michigan in das Repräsentantenhaus der Vereinigten Staaten in Washington, D.C. gewählt, wo sie am 3. Januar 2015 die Nachfolge ihres Mannes antrat, der nach 60 Jahren im Kongress auf eine Wiederwahl verzichtete. Sie gewann mit 65 zu 31 Prozent der Stimmen gegen den Republikaner Terry Bowman. Im Jahr 2016 siegte sie mit 64,3 % gegen Jeff Jones von der Republikanischen Partei sowie drei weitere Kandidaten. In der Wahl zum Repräsentantenhaus der Vereinigten Staaten 2018 besiegte sie den Republikaner Jeff Jones erneut, dieses Mal 68,1 %. 2020 gelang ihr die Wiederwahl mit 66,4 Prozent der Stimmen zum dritten Mal gegen Jones sowie ebenfalls zum dritten Mal gegen Gary Walkowicz von der Working Class Party.
Die Primary (Vorwahl) für die Wahlen 2022 am 7. Juni konnte sie diesmal im sechsten Kongresswahlbezirk ohne Gegenkandidaten gewinnen. Sie trat dadurch am 8. November 2022 gegen die Republikanerin Whittney Williams an und setzte sich mit 65,9 % durch. In der Vorwahl zur nächsten Kongresswahl 2024 hatte sie abermals keinen innerparteilichen Herausforderer. In der Hauptwahl traten die Republikanerin Heather Smiley, der Grüne Clyde Shabazz und der Libertäre Bill Krebaum gegen Donnell an. Sie setzte sich im November 2024 mit 62 % durch. Ihre aktuelle, insgesamt sechste Legislaturperiode im Repräsentantenhaus des 119. Kongresses läuft noch bis zum 3. Januar 2027.

### Ausschüsse
Dingell ist aktuell Mitglied in folgenden Ausschüssen des Repräsentantenhauses:
- Committee on Energy and Commerce
  - Communications and Technology
  - Health
  - Innovation, Data, and Commerce
- Committee on Natural Resources
  - Energy and Mineral Resources
  - Water, Wildlife and Fisheries

Sie ist außerdem Mitglied im Congressional Progressive Caucus sowie in über einhundert weiteren Caucuses.